# Río Bajoz
El río Bajoz es un río español que vierte sus aguas en el río Hornija. (Cuenca del Duero, subdivisión del Bajo Duero)
Nace cerca de Castromonte, provincia de Valladolid, y recibe las aguas de los arroyos Retortero y Daruela en el municipio de Mota del Marqués. Pasa también por pueblos como San Cebrián de Mazote, Casasola de Arión, San Román de Hornija, Morales de Toro y Toro y confluye con el río Hornija antes de desembocar en el Duero.
En su curso se ha construido un embalse, popularmente conocido como el pantano de Castromonte o también como la presa de Santa Espina, que se encuentra cerca del monasterio cisterciense de Santa María de la Espina. La presa es de materiales sueltos con núcleo de arcilla. El embalse tiene una capacidad de 60 000 m³.